# Hallucinations (revue)
Pour les articles homonymes, voir Hallucinations.
Hallucinations est une revue petit format publiée entre juin 1969 et janvier 1977 chez Arédit/Artima dans la collection Comics Pocket (61 numéros). Elle publie entre autres l'adaptation de comics issus de DC ou de Marvel. Une deuxième série paraît de janvier 1981 à 1982 (5 numéros).